# Dušan Vrťo
Dušan Vrťo (ur. 9 października 1965 w Bańskiej Szczawnicy) – słowacki piłkarz występujący na pozycji obrońcy. Prezes klubu FK Senica.

## Kariera klubowa
Vrťo karierę rozpoczynał w 1983 roku w Baníku Ostrawa, grającym w pierwszej lidze czechosłowackiej. Występował tam przez jeden sezon, a potem odszedł do także pierwszoligowej Dukli Bańska Bystrzyca. Spędził tam sezon 1984/1985, a potem wrócił do Baníka. W sezonach 1988/1989 oraz 1989/1990 wywalczył z nim wicemistrzostwo Czechosłowacji, a w sezonie 1990/1991 – Puchar Czechosłowacji. Graczem Baníka był przez siedem sezonów.
W 1992 roku Vrťo przeszedł do szkockiego Dundee F.C. ze Scottish Division One. W sezonie 1993/1994 spadł z nim do Division Two. W 1996 roku wrócił do Baníka Ostrawa, występującego w pierwszej lidze czeskiej. W 1999 roku zakończył tam karierę.

## Kariera reprezentacyjna
W reprezentacji Słowacji Vrťo zadebiutował 29 maja 1994 w przegranym 1:2 towarzyskim meczu z Rosją. W drużynie narodowej rozegrał dwa spotkania, oba w 1994 roku.